# 鈴木千夏
鈴木 千夏（すずき ちなつ、2000年8月16日 - ）は、日本のアイドル、歌手、ダンサー。しし座。O型。激情型ロックアイドル「AKIARIM」のメンバー。AKIARIMでは「Chinatsu」として活動している。

## 略歴
- 元ピンク・ベイビーズ。同グループは2017年5月26日解散。
- 元eyes。
- 2021年3月、AKIARIMに加入。ツアーワンマン初日（アンコール）にて登場。

## 人物・エピソード
Favorite：m-flo/eill/CIKI 
Favorite song：No Question（m-flo）
Likes : 宇宙/空/月/海/ピラミッド
Hate : 早起き
好きな食べ物は〆鯖、サーモン。
嫌いな食べ物はニンジン、カニ、生卵。
得意料理　お味噌汁
ダンスは9歳から始めている。 
ギターを練習しており、弾き語りなども披露している。

## 活動
（AKIARIM外での活動を記載）
2021年5月18日、新宿ANTIKNOCKにて[アイドル酔いどれ歌合戦]（Chinatsu＆Rukaの二名によるギター弾き語り）出演。AKIARIMの楽曲「FLOWER」を弾き語りVerで披露。

## ユニット
- ピンク・ベイビーズ、 ピンク・ベイビーズの項を参照
- eyes
- AKIARIM（2021年3月 - ） - AKIARIMの項を参照